# Сордвана
Сордвана (африк. Sodwanabaai) — залив на побережье провинции Квазулу-Натал на востоке ЮАР.
Акватория залива включена в морской заповедник Maputaland. Это километры рифов, где обитают около 95 видов кораллов, губок и других беспозвоночных и около 1500 видов рыб. На расстоянии 2 км разбросаны 700-метровые глубокие долины, подводные каньоны.
Место популярно среди любителей рыбалки и дайвинга. Сюда ежегодно приезжают десятки тысяч дайверов со всего мира.
В заливе 27 ноября 2000 года вновь была обнаружена латимерия.
В последние годы в этой области южноафриканского побережья количество видов рыб значительно сократилось. Практически исчезли королевская макрель и особенно ментициррус. Рыбу-парусника последний раз видели 5 января 2007 года, это связано с чрезмерным выловом этой рыбы.
На побережье залива в 1950-х годах был создан национальный парк Sodwana Bay. Территория национального парка включает в себя узкую прибрежную полоску засаженных лесом песчаных дюн и входит в состав водно-болотного района Исимангалисо.